# Dragon Ball Z - La battaglia degli dei
Dragon Ball Z - La battaglia degli dei (ドラゴンボールZ 神と神 BATTLE OF GODS?, Doragon Bōru Z - Kami to Kami - Battle of Gods, lett. "Dragon Ball Z - Un dio e un dio") è un film d'animazione del 2013 diretto da Masahiro Hosoda.
Si tratta del 14º film basato sulla serie televisiva anime Dragon Ball Z, uscito nei cinema giapponesi il 30 marzo 2013. Prodotto da Toei Animation e distribuito da 20th Century Fox, La battaglia degli dei è, inoltre, il primo film giapponese ad essere proiettato in IMAX. Il film è anche conosciuto con il titolo internazionale Dragon Ball Z: Battle of Gods.
La battaglia degli dei vede Son Goku impegnato in una difficile battaglia contro il potente Bills, il Dio della distruzione. Questa nuova avventura, nonostante appaia in un film, è considerata canonica alla storia del manga e dell'anime. Akira Toriyama, che ha collaborato alla realizzazione del film come direttore creativo, ha dichiarato che il film si svolge tra il 517º e il 518º capitolo del manga e tra il 288º e il 289º episodio dell'anime, ovvero durante il decennio successivo alla sconfitta di Majin Bu e si pone in continuità anche con il cortometraggio Dragon Ball: Ossu! Kaette kita Son Goku to nakama-tachi!! (2008) per via della citazione del fratello di Vegeta, Tarble, visto proprio in tale film. Tuttavia il film non risparmia alcune incoerenze con il manga e l'anime.
Il film è stato seguito da Dragon Ball Z - La resurrezione di 'F'.

## Trama
Alcuni anni dopo la battaglia con Majin Bu che ha determinato il destino dell'intero universo, la Terra ha vissuto un periodo di pace, ma ora deve fronteggiare un nuovo pericolo. Il Dio della distruzione Bills/Beerus, che mantiene l'equilibrio dell'intero universo, si è risvegliato dopo trentanove anni da un lungo sonno; egli è capace di distruggere solo per diletto e il suo ritorno genera panico sia nei Re Kaioh che nei Kaiohshin. Venuti a sapere di un Saiyan che ha sconfitto Freezer e dopo aver sognato che lo stesso guerriero poteva trasformarsi in "Super Saiyan God", Bills e il suo assistente Whis raggiungono Goku sul pianeta di Re Kaioh. Entusiasta della comparsa di un forte avversario dopo tanto tempo, il Saiyan ignora gli avvertimenti di Re Kaioh e sfida il Dio nella sua forma di Super Saiyan 3, ma non può far nulla contro il suo immenso potere e viene sconfitto con un colpo di mano sul collo dopo pochi secondi dall'inizio dello scontro. Prima dell'incontro Bills aveva detto a Goku di trasformarsi in Super Saiyan God, come aveva precedentemente sognato, ma Goku non è a conoscenza di questa trasformazione.
Bills allora raggiunge la Terra e la sua minaccia si insinua in Vegeta (che aveva già fatto la sua conoscenza quando era ancora un bambino, tramite il padre), Gohan e gli altri guerrieri della Terra nel frattempo riuniti a casa di Bulma per festeggiare il suo compleanno. Inizialmente Bills si presenta in maniera cordiale, ma si adira dopo un diverbio con Majin Bu e decide di combattere mettendo al tappeto chiunque gli si scagli contro. Quando Goku giunge sulla Terra dopo essersi ripreso, chiede al Drago Shenron di venire a conoscenza di come potesse diventare Super Saiyan God, e il drago gli risponde che è necessaria la presenza di cinque guerrieri Saiyan, senza specificare altro.
Così inizialmente Goku viene accerchiato da Vegeta, Gohan, Goten e Trunks, ma ciò non è sufficiente a battere Bills; presto capiscono che è necessario che cinque Saiyan infondano la propria forza a uno che stia al centro per accumularla. Dopo aver pensato a Tarble, fratello di Vegeta ma abitante di una stella lontana, Videl, incinta di Pan, svela il suo stato di maternità fino a quel momento tenuto segreto e si aggrega agli altri Saiyan per completare la trasformazione di Goku. In questo modo viene raggiunto lo stadio di Super Saiyan God, caratterizzato da colore dei capelli e aura rossi. Il secondo scontro fra Goku e Bills raggiunge quindi livelli mai ottenuti prima, ma alla fine Goku esce depotenziato dallo sforzo dello scontro e deve confessare di fronte al dio di avere effettivamente perso. Successivamente il dio afferma che Goku è il secondo avversario più forte che abbia mai affrontato, preceduto da Whis, che si rivela essere il suo maestro, e che l'universo in cui si trovano è il settimo di dodici, in ognuno dei quali vi è un Dio della distruzione e che quindi è impossibile sapere quante persone più forti di lui ci siano.
Fatta amicizia con Goku, Bills decide di "distruggere" solo un pezzo della Terra (una roccia) e se ne va, chiedendo di poter partecipare, in futuro, a un'altra festa di Bulma. Successivamente Bills è visto nella sua dimora con Whis, il quale rimane sorpreso del fatto che il dio sia arrivato a utilizzare il 70% della sua energia nello scontro col Saiyan. Dopo che il dio mangia troppo wasabi in una volta sola distrugge accidentalmente diversi pianeti e il suo maestro interviene colpendolo e facendolo svenire con un sol colpo, dicendogli di svegliarsi nuovamente dopo tre anni.

### Nuovi personaggi
Bills (ビルス?, Birusu)
L'antagonista principale del film, è un felino umanoide dalla corporatura esile e dal colore viola, con grandi orecchie a punta simili a quelle dei gatti Cornish Rex. Indossa un collare nero e blu e una cintura dai medesimi colori con decorazioni romboidali bianche e arancioni. Il drago Shenron alla sua vista mostra timore nei suoi confronti. Tuttavia, benché Bills sia temuto come dio della distruzione, il suo ruolo nel distruggere pianeti, in parte, può essere considerato necessario all'equilibrio cosmico, per permettere così la nascita di nuove stelle e pianeti. Il nome di Bills, "Beerus", è un gioco di parole che fa riferimento a una bevanda alcolica, la birra (beer, in inglese).
Whis (ウイス?, Uisu)
L'amico e accompagnatore di Bills, nonché suo maestro di arti marziali. Fisicamente ha l'aspetto di un uomo molto alto ed esile, dalla pelle azzurra e dai lineamenti leggermente effeminati. Personaggio bislacco e molto ambiguo, ha una vera passione per il cibo (soprattutto per il sushi) e non disdegna mai di assaggiare nuove pietanze. Si occupa spesso di svolgere il lavoro che Bills tralascia per noia ed è quindi considerato un suo sottoposto, quando in realtà è più corretto il contrario: è difatti Whis a svegliare Bills e a mandarlo alla ricerca di pianeti da distruggere e, quando il suo tempo è scaduto, lo rimette a dormire, anche con la forza. Whis può essere considerato come una sorta di arbitro galattico che si occupa di mantenere un bilanciamento di forze che mantengono in equilibrio l'universo. Il nome di Whis fa riferimento ad una bevanda alcolica, il whisky.

## Produzione

### Sviluppo
Nel luglio 2012 il film venne annunciato sul sito ufficiale della rivista Weekly Shōnen Jump. Masahiro Hosoda, già regista di alcuni episodi di Dragon Ball Z e Yu-Gi-Oh!, venne scelto per dirigere la pellicola. Come sceneggiatore e animatore vennero scelti Yusuke Watanabe e Tadayoshi Yamamuro. Akira Toriyama, autore del manga originale, venne assunto come direttore creativo; l'autore disse che, prima di questo film, non era mai stato coinvolto così profondamente nella produzione di un anime. Toriyama assicurò i fan del manga spiegando che il film avrebbe avuto l'atmosfera della serie originale con l'aggiunta di elementi un tantino moderni. Il 17 luglio 2012 la Toei Animation dichiarò che il film non sarebbe stato uno spin-off, ma una nuova storia che avrebbe fatto parte della cronologia del manga e dell'anime. Il film venne finanziato dalla Agency for Cultural Affairs con l'obiettivo di promuovere le arti e la cultura giapponese in tutto il mondo. La Toei Animation ricevette dall'agenzia circa 50.000.000 ¥, ovvero 636.000 dollari.

### Guest star
Oltre al cast storico vocale, la produzione assunse la medaglia d'oro olimpica di judo Kaori Matsumoto e la cantante Shoko Nakagawa per doppiare due piccoli ruoli: una poliziotta e il Pesce Oracolo, un subordinato di Bills. Anche l'annunciatore televisivo Shin'ichi Karube fa una comparsa in questo film: doppia un venditore di sushi. La grafica del personaggio di Matsumoto e di Karube è ispirata a quella dei loro doppiatori.

### Antagonisti
Toriyama progettò l'aspetto di tutti i personaggi della pellicola. Per l'antagonista Bills, Toriyama si ispirò al suo gatto, un Cornish Rex. L'animale si ammalò e il veterinario che lo prese in cura disse a Toriyama che il suo gatto non avrebbe avuto molto da vivere. Il gatto, incredibilmente, si riprese ed il veterinario scherzò dicendo che si trattasse di una sorta di demone. Toriyama, dunque, sviluppò quest'idea ed ideò Bills. L'aspetto fisico del personaggio, a detta di Toriyama, si ispira alle divinità egizie, in particolare Seth e Sekhmet.

### Il Super Saiyan God
Il "Super Saiyan God", in origine, doveva avere una muscolatura molto sviluppata ed un mantello. Questa idea di Tadayoshi Yamamuro però, venne bocciata da Toriyama che desiderava realizzare un livello di Super Saiyan molto più elegante e con meno muscolatura.

## Colonna sonora
La musica per il trailer ufficiale è composta da Immediate Music, un'orchestra specializzata in colonne sonore, che unisce a un coro tipo vittoriano effetti presi dalla musica più moderna. Le musiche utilizzate per i trailer sono state Conquest of Kingdoms e Emergence of Empires.
La sigla d'apertura originale Cha-La Head-Cha-La di Hironobu Kageyama è cantata, questa volta, dalla band Flow, che ha anche composto la canzone HERO Kibô no uta, pubblicata per la prima volta il 20 marzo 2013.

## Promozione
Il 14 luglio 2012 sono state pubblicate le prime immagini promozionali del film raffiguranti alcuni dei protagonisti. Il primo poster del film è stato diffuso per la prima volta sul numero di dicembre 2012 della rivista Weekly Shōnen Jump. Il poster ritrae Goku che affronta Bills e in secondo piano alcuni personaggi secondari. Sono stati diffusi molti spot televisivi per promuovere il film. Nel 2013 è stato trasmesso un spot speciale che ritrae anche Cell e Freezer, due dei maggiori antagonisti della serie originale.

### Trailer
Il primo teaser trailer del film, dalla durata di 15 secondi, è stato presentato in anteprima alla Saikyo V-Jump Festa il 21 luglio 2012 e poi nel corso della rubrica Mezamashi TV di Fuji TV. Il secondo teaser del film, dalla durata di 30 secondi, è uscito online a inizio agosto 2012. Il trailer ha ottenuto un enorme successo: infatti nei primi due giorni dalla pubblicazione online è stato visto oltre 2 milioni di volte sul canale YouTube di Cinema Today, arrivando a superare i 3,5 milioni di contatti dopo i primi sei giorni e i 3700 commenti in meno di una settimana.
Il secondo trailer del film è stato trasmesso in anteprima in streaming sul sito di Cinema Today il 27 febbraio 2013.
Il 18 dicembre la Lucky Red ha pubblicato il teaser trailer in lingua italiana.

## Distribuzione

### Date di uscita
- 30 marzo 2013 in Giappone
- 14 agosto nelle Filippine
- 15 agosto a Hong Kong
- 29 agosto nella Corea del Sud
- 20 settembre in Ecuador (Dragon Ball Z: La batalla de los dioses)
- 23 settembre in Argentina (Dragon Ball Z: La batalla de los dioses)
- 26 settembre in Perù (Dragon Ball Z: La batalla de los dioses)
- 27 settembre in Messico (Dragon Ball Z: La batalla de los dioses)
- 3 ottobre in Cile (Dragon Ball Z: La batalla de los dioses)
- 4 ottobre in Colombia (Dragon Ball Z: La batalla de los dioses)
- 10 ottobre in Uruguay
- 11 ottobre in Brasile e Venezuela (Dragon Ball Z: A Batalha dos Deuses e Dragon Ball Z: La batalla de los dioses)
- 23 ottobre in Thailandia
- 25 ottobre in Taiwan
- 1º febbraio 2014 in Italia
- 30 maggio in Spagna (Dragon Ball Z: La batalla de los dioses)
- 5 agosto negli Stati Uniti e in Canada (Dragon Ball Z: Battle of Gods)
- 30 in Australia e Nuova Zelanda (Dragon Ball Z: Battle of Gods)
- 10 ottobre nel Regno Unito (Dragon Ball Z: Battle of Gods)
- 11 febbraio 2015 in Francia (Dragon Ball Z: la Bataille des Dieux)
- 21 agosto in Germania (Dragon Ball Z: Kampf der Gòtter)
- 19 ottobre in Serbia (Zmajeva kugla Z: Bitka Bogova)

### Edizione italiana
Il doppiaggio italiano del film è stato eseguito dalla CDC Sefit Group di Roma e diretto da Fabrizio Mazzotta, che ha anche realizzato l'adattamento dei dialoghi. Nel film non è presente alcun membro del cast vocale delle serie televisive (doppiate a Milano, così come la seconda edizione dei precedenti film del franchise): infatti, sebbene inizialmente fosse stato annunciato l'utilizzo di doppiatori sia milanesi che romani, il film ha impiegato solamente voci romane, e per molti personaggi (Goku, Gohan, Bulma, Vegeta, Maestro Muten, Chichi, Olong) è stato riconfermato il cast utilizzato tra il 1996 e il 1999 per la prima edizione dei precedenti film, anch'essi doppiati a Roma con la direzione di Mazzotta.
Rispetto ai precedenti doppiaggi romani dei film, tuttavia, altri personaggi hanno cambiato voce per vari motivi. In alcuni casi è stato necessario sostituire degli interpreti che nel frattempo erano deceduti: Danilo Di Martino sostituisce Piero Tiberi (morto nel 2013) nel ruolo di Piccolo, Maurizio Fiorentini sostituisce Roberto Del Giudice (morto nel 2007) nel ruolo di Tenshinhan, e Angelo Nicotra sostituisce Vittorio Amandola (morto nel 2010) nel ruolo di Re Kaioh. Per quanto riguarda i personaggi bambini, Goten, che quindici anni prima aveva la voce dell'allora doppiatore bambino Stefano De Filippis, è qui doppiato da un altro doppiatore ragazzo, Luca Baldini, a causa della crescita vocale di De Filippis; al contrario, il personaggio di Trunks, che in precedenza aveva la voce di una donna adulta, Paola Majano, è qui doppiato da un uomo, Daniele Raffaeli (nonostante abbia solo quattro anni in meno di Massimiliano Alto che in passato ha doppiato la versione adulta del personaggio). Altri personaggi invece hanno cambiato voce a causa dell'indisponibilità dei precedenti interpreti, dato che il film è stato doppiato nel periodo delle festività natalizie, oppure i loro ruoli sono finiti nei turni di brusio in quanto avevano pochissime righe di dialogo: Leonardo Caneva sostituisce Davide Lepore su Crilin, Lorenzo Venturini sostituisce Vittorio Guerrieri su Yamcha, Joy Saltarelli sostituisce Ilaria Latini su Pual, Valeria Vidali sostituisce Federica De Bortoli su Videl, Stefano Santerini sostituisce Michele Kalamera sullo Stregone del Toro, Francesco Pannofino sostituisce Saverio Indrio su Mr. Satan, Patrizia Salerno sostituisce Rosalinda Galli sull'Androide nº 18, Luigi Ferraro sostituisce Ambrogio Colombo su Pilaf, Mauro Gravina sostituisce Davide Marzi su Shu, Rossella Acerbo sostituisce Emanuela D'Amico su Mai, Gabriele Patriarca sostituisce Mauro Gravina su Dende, e Luca Ward sostituisce Neri Marcorè su Shenron.
Il doppiaggio italiano mantiene in modo corretto buona parte dei nomi originali giapponesi, sebbene vi siano alcune forme di traduzione usate nell'edizione italiana dell'anime, quali "Supremo" come traduzione di "Dio" in una sola occasione in riferimento al ruolo di Dende (successivamente verrà chiamato "Dio della Terra"), e l'uso del termine "livello" per indicare le trasformazioni (tipo "Super Saiyan di terzo livello"). Sebbene nel trailer la mossa Kamehameha venga adattata con il nome "Onda Energetica", utilizzato nell'edizione italiana dell'anime, nel film il nome rimane in giapponese.

### Edizioni home video
Il film è uscito in DVD e in Blu-ray Disc il 13 settembre 2013 in Giappone. Nella prima settimana, la versione home video del film ha venduto più di 50 000 copie.
In Italia è uscito il 22 maggio 2014 in DVD e in BD, distribuito da Lucky Red.

### Versione estesa (Uncut Edition)
Il 22 marzo 2014 in Giappone è uscita in televisione sull'emittente Fuji TV una versione estesa del film, dove sono state aggiunte ben 20 minuti di riprese inedite per dar maggior spazio al rapporto di Whis e Bills, ai personaggi secondari che nell'edizione cinematografica non avevano avuto un grande ruolo e alle gag della banda di Pilaf, facendo ottenere al film una durata totale di 105 minuti.

## Accoglienza

### Incassi
Dragon Ball Z: La battaglia degli dei ha esordito al primo posto al box office giapponese, incassando 7.317.313 dollari e vendendo 561.098 biglietti nei primi due giorni di trasmissione. Il film è stato distribuito anche in formato IMAX in 16 cinema giapponesi, incassando nel primo weekend 450.000 dollari, con una media per sala intorno ai 28.000 dollari. Il 15 agosto 2013 la Toei Animation ha dichiarato che il film ha incassato complessivamente in Giappone circa 2.900.000.000 ¥ (ovvero 30 milioni di dollari) al box office. Globalmente la pellicola ha incassato 50,5 milioni di dollari.

### Critica
La reazione della critica è stata generalmente positiva. Il tono del film richiama particolarmente alla prima serie di Dragon Ball, dando più spazio al lato giocoso e ironico e rigettando il tono epico che caratterizza Dragon Ball Z. La critica internazionale ha apprezzato i combattimenti (fedelissimi a quelli del manga e dell'anime originale), ma soprattutto le nuove tecniche di animazione utilizzate nella pellicola..